# Gabriel Rechowicz
Gabriel Rechowicz, ps. „Gaber” (ur. 1920, zm. 7 grudnia 2010 w Warszawie) – polski artysta grafik, dekorator wnętrz, autor grafik i ilustracji do książek.

## Życiorys
W latach 30. XX w. uczeń Gimnazjum Sanatoryjnego Męskiego dr. Jana Wieczorkowskiego w Rabce. 
Walczył w powstaniu warszawskim. Po II wojnie światowej studiował malarstwo w paryskiej École des Beaux-Arts i w Państwowej Wyższej Szkole Sztuk Plastycznych w Gdańsku.
Był ilustratorem książek (m.n. Aliny Afanasjew, Mirosława Azembskiego, Józefa Brodzkiego, Jerzego Broszkiewicza (Wielka, większa i największa), Wandy Chotomskiej, Jerzego Ficowskiego, Hanny Januszewskiej, Janusza Korczaka, Joanny Kulmowej, Marty Tomaszewskiej).
Sporządzał projekty wnętrz użytkowych (m.in. mozaika w patio warszawskiego Domu Chłopa, czy wystrój malarski warszawskiego „Supersamu”). Współpracował przy dekoracjach i scenografii filmu fabularnego pt. Wszystko na sprzedaż (reż. Andrzej Wajda, 1968), w którym grała jego siostrzenica, Beata Tyszkiewicz.
Mieszkał w Warszawie. Jego pracownia mieściła się w domu przy ul. Starej 11 lok. 20.

## Życie prywatne
Jego żona, Hanna Rechowicz (ur. 1926), jest również artystką plastykiem i dekoratorem, projektantką tkanin. 